# Hans-Georg Noack
Hans-Georg Noack (* 12. Februar 1926 in Burg (bei Magdeburg); † 15. November 2005 in Würzburg) war ein deutscher Kinder- und Jugendbuchautor, Übersetzer und Verleger.

## Leben
Hans-Georg Noack wurde am 12. Februar 1926 in Burg bei Magdeburg geboren. Während des Dritten Reichs war er – wie fast alle männlichen Jugendlichen in dieser Zeit – in der Hitler-Jugend. Er war Soldat und arbeitete von 1944 bis 1947 als Kriegsgefangener in einer belgischen Kohlengrube. Von 1948 bis 1953 war er Sekretär des YMCA in Brüssel, danach engagierte er sich in einem internationalen Jugendlager in Belgien für die Verständigung zwischen den Völkern. Schließlich gründete er eine eigene Konzert- und Gastspielorganisation.
Sein erstes Buch erschien 1955. Ab 1960 war er freier Schriftsteller und Verleger. Noack trat auch als Übersetzer hervor und machte so viele angloamerikanische und französische Autoren in Deutschland bekannt. 1996 gründete er die „Jugendstiftung Hans-Georg Noack“ für benachteiligte Kinder und Jugendliche.
Noacks Bücher greifen ernsthafte Konflikte wie Rassismus oder Arbeitslosigkeit auf. Sein Ziel war es, die Jugendlichen in politischen und zeitgeschichtlichen Themen aufzuklären und ihnen zu helfen, ihre Probleme zu bewältigen.
Für seine Werke erhielt Hans-Georg Noack zahlreiche Auszeichnungen: Sein Buch Benvenuto steht auf der Ehrenliste des Hans-Christian-Andersen-Preises, er erhielt den Großen Preis der Deutschen Akademie für Kinder- und Jugendliteratur für das Gesamtwerk, den Friedrich-Bödecker-Preis und das Bundesverdienstkreuz. Sein Buch Rolltreppe abwärts verkaufte sich über 2,2 Millionen Mal. Der von ihm ins Deutsche übertragene Roman Die Welle von Morton Rhue ist inzwischen ein Jugendbuchklassiker und wurde auch schon verfilmt. Des Weiteren war er ein großer Freund und Gönner der Schülermannschaft der Eisbären Juniors Berlin. Nicht nur durch seine Stiftung, sondern auch durch private Hilfe verdanken ihm einige Spieler, dass sie ihren Weg gehen konnten.
Hans-Georg Noack starb in der Nacht zum 15. November 2005 nach langer Krankheit im Alter von 79 Jahren in Würzburg.

## Leistungen
Die Jugendliteratur der deutschen Nachkriegszeit vermied weitgehend politische und sozialkritische Themen. Noack trug erheblich dazu bei, dies zu ändern. Seine Jugendromane beschäftigen sich mit Rassismus, Arbeitslosigkeit, der Situation der „Gastarbeiter“ in Deutschland und anderen sozialen Problemen. Auch politisch-soziologische Sachbücher für junge Menschen hat Noack vorgelegt (Einmaleins der Freiheit, 1967; Extremisten-Schlafmützen-Demokraten, 1969). Noack fasste seine Schriftstellerei als „pädagogischen Beruf“ auf. In vielen seiner Bücher fordert er Leser auf, am politischen Leben aktiv teilzunehmen. Seine Bildungsabsicht steht der Lesbarkeit seiner Schriften nicht im Wege. Er erreicht dies durch unterhaltsame Elemente, viel Humor sowie durch sprachliche Einfachheit und Verständlichkeit. Seine Romane haben auch dann, wenn sie ernsthafte Konflikte aufgreifen, ein positives Ende. Seine Erfahrungen im „Dritten Reich“ waren ihm ein Ansporn, mit seinen Büchern aufklärerisch zu wirken. Die Vergangenheit sollte sich nicht wiederholen. Gleichzeitig setzte er sich mit der NS-Vergangenheit und Fragen der Schuld und Mitverantwortung auseinander. In seinen Büchern setzt er sich vor allem mit Themen wie Jugendkriminalität, Drogensucht und Rassenhass auseinander. Seine Romane wurden in viele Sprachen übersetzt – er selbst hat über 150 Bücher aus dem Englischen, Französischen und Holländischen ins Deutsche übertragen.

## Auszeichnungen und Ehrungen
- 1978: Großer Preis der Deutschen Akademie für Kinder- und Jugendliteratur e. V. Volkach für das Gesamtwerk
- 1989: Bundesverdienstkreuz am Bande
- 1990: Friedrich-Bödecker-Preis

## Werke (Auswahl)
Noacks Gesamtwerk umfasst 28 Bücher mit einer Gesamtauflage von über 4 Millionen Exemplaren.
- Jürgen. Die Geschichte eines Sängerknaben. 1955.
- Der Schlossgeist. 1956.
- Das große Lager. Ein Tagebuch von der Freundschaft europäischer Jungen. 1960.
- Hautfarbe Nebensache. 1960.
- Stern über der Mauer. 1962.
- Jungen, Pferde, Hindernisse. 1963.
- Geschichten auf buntem Papier. 1964.
- Streiter, Erben, Hüter. Vom Kampf um die Menschenrechte. 1964.
- Der gewaltlose Aufstand. Martin Luther King und der Kampf der amerikanischen Neger. 1965.
- Die Milchbar zur bunten Kuh. 1966.
- Rolltreppe abwärts. 1970.
- Trip. 1971.
- Die Abschlußfeier. 1972.
- Benvenuto heißt willkommen. 1973.
- Suche Lehrstelle, biete…. 1975.
- Die Webers, eine deutsche Familie 1932–1945. 1980.

Übersetzungen
- Rollender Donner. – Thunder Rolling in the Mountains. von Scott O’Dell
- Die Welle. Bericht über einen Unterrichtsversuch, der zu weit ging. – The Wave. von Morton Rhue.